# David di Donatello per il miglior trucco
Il David di Donatello per il miglior trucco è un premio cinematografico assegnato annualmente nell'ambito dei David di Donatello, a partire dall'edizione del 2022.
Nato nell'edizione del 2008 come David di Donatello per il miglior truccatore, dall'edizione del 2022 si chiama David di Donatello per il miglior trucco così che il premio faccia riferimento a tutti i truccatori.

## Vincitori e candidati
I vincitori sono indicati in grassetto.

### Anni 2008-2009
- 2008
  - Gino Tamagnini – I Viceré
  - Martinas Cossu – Come tu mi vuoi
  - Gianfranco Mecacci – Caos calmo
  - Fernanda Perez – La ragazza del lago
  - Esmé Sciaroni – Giorni e nuvole
- 2009
  - Vittorio Sodano – Il divo
  - Alessandro Bertolazzi – Caravaggio
  - Enrico Iacoponi – Sanguepazzo
  - Vincenzo Mastrantonio – Due partite
  - Luigi Rocchetti – I demoni di San Pietroburgo

### Anni 2010-2019
- 2010
  - Franco Corridoni – Vincere
  - Gino Zamprioli – Baarìa
  - Amel Ben Soltane – L'uomo che verrà
  - Paola Gattabrusi – La prima cosa bella
  - Luigi Rocchetti e Erzsébet Forgács – Mi ricordo Anna Frank
- 2011
  - Vittorio Sodano – Noi credevamo
  - Vincenzo Mastrantonio – Amici miei - Come tutto ebbe inizio
  - Lorella De Rossi – Gorbaciof
  - Gianfranco Mecacci – La passione
  - Francesco Nardi e Matteo Silvi – Vallanzasca - Gli angeli del male
- 2012
  - Luisa Abel – This Must Be the Place
  - Manlio Rocchetti – ACAB - All Cops Are Bastards
  - Maurizio Fazzini – La kryptonite nella borsa
  - Ermanno Spera – Magnifica presenza
  - Enrico Iacoponi – Romanzo di una strage
- 2013
  - Dalia Colli – Reality
  - Enrico Iacoponi – Viva la libertà
  - Enrico Iacoponi e Maurizio Nardi – Educazione siberiana
  - Mario Michisanti – Diaz - Don't Clean Up This Blood
  - Luigi Rocchetti – La migliore offerta
- 2014
  - Maurizio Silvi – La grande bellezza
  - Dalia Colli – La mafia uccide solo d'estate
  - Paola Gattabrusi – Anni felici
  - Caroline Phillipponnat – Il capitale umano
  - Ermanno Spera – Allacciate le cinture
- 2015
  - Maurizio Silvi – Il giovane favoloso
  - Maurizio Fazzini – Il ragazzo invisibile
  - Sonia Maione – Anime nere
  - Ermanno Spera – Latin Lover
  - Enrico Iacoponi – Mia madre
- 2016
  - Gino Tamagnini con (make up effects) Valter Casotto e Luigi D'Andrea – Il racconto dei racconti - Tale of Tales
  - Enrico Iacoponi – La corrispondenza
  - Giulio Pezza – Lo chiamavano Jeeg Robot
  - Lidia Minì – Non essere cattivo
  - Maurizio Silvi – Youth - La giovinezza (Youth)
- 2017
  - Luca Mazzoccoli – Veloce come il vento
  - Gino Tamagnini – Fai bei sogni
  - Maurizio Fazzini – In guerra per amore
  - Valentina Iannuccili – Indivisibili
  - Esme Sciaroni – La pazza gioia
  - Silvia Beltrani – La stoffa dei sogni
- 2018
  - Marco Altieri – Nico, 1988
  - Veronica Luongo – Ammore e malavita
  - Frédérique Foglia – Brutti e cattivi
  - Maurizio Fazzini – Fortunata
  - Roberto Pastore – Napoli velata
  - Luigi Ciminelli, Emanuele De Luca, Valentina Iannuccilli – Riccardo va all'inferno
- 2019
  - Dalia Colli e Lorenzo Tamburini – Dogman
  - Alessandro D'Anna – Capri-Revolution
  - Fernanda Perez – Chiamami col tuo nome (Call Me by Your Name)
  - Maurizio Silvi – Loro
  - Roberto Pastore – Sulla mia pelle

### Anni 2020-2029
- 2020
  - Dalia Colli, Mark Coulier – Pinocchio
  - Andreina Becagli – 5 è il numero perfetto
  - Roberto Pastore, Andrea Leanza, Valentina Visintin, Lorenzo Tamburini – Il primo re
  - Dalia Colli, Lorenzo Tamburini – Il traditore
  - Fernanda Perez – Suspiria
- 2021
  - Luigi Ciminelli, Andrea Leanza e Federica Castelli – Hammamet
  - Luigi Rocchetti – L'incredibile storia dell'Isola delle Rose
  - Valentina Iannuccilli – Le sorelle Macaluso
  - Diego Prestopino – Miss Marx
  - Giuseppe Desiato e Lorenzo Tamburini – Volevo nascondermi
- 2022
  - Diego Prestopino, Emanuele De Luca e Davide De Luca – Freaks Out
  - Francesca Lodoli – Diabolik
  - Vincenzo Mastrantonio – È stata la mano di Dio
  - Maurizio Nardi – I fratelli De Filippo
  - Alessandro D'Anna – Qui rido io
- 2023
  - Enrico Iacoponi – Esterno notte
  - Paola Gattabrusi e Lorenzo Tamburini – Il colibrì
  - Federico Laurenti e Lorenzo Tamburini – Dante
  - Luigi Rocchetti – L'ombra di Caravaggio
  - Esmé Sciaroni – Il signore delle formiche
- 2024
  - Enrico Iacoponi – Rapito
  - Antonello Resch, Lorenzo Tamburini, Michele Salgaro Vaccaro e Francesca Galafassi – Adagio
  - Ermanno Spera – C'è ancora domani
  - Paola Gattabrusi e Lorenzo Tamburini – Comandante
  - Dalia Colli e Roberta Martorina – Io capitano
- 2025
  - Alessandra Vita e Valentina Visintin – Le Déluge - Gli ultimi giorni di Maria Antonietta
  - Sara Morlando, Rossella Sicignano, Leonardo Cruciano e Viola Moneta – Berlinguer - La grande ambizione
  - Maurizio Fazzini – L'arte della gioia
  - Paola Gattabrusi e Lorenzo Tamburini – Parthenope
  - Frédérique Foglia – Vermiglio